# Myocardin
Myocardin‏ (Myocardin) هوَ بروتين يُشَفر بواسطة جين Myocardin في الإنسان.